# 恩派爾鎮區 (密蘇里州安德魯縣)
恩派爾鎮區（英語：Empire Township）是位於美國密蘇里州安德魯縣的一個行政鎮區。

## 地方資料
恩派爾鎮區的面積為110.52平方千米，當中陸地面積為109.62平方千米，而水域面積為0.90平方千米。根據2020年美國人口普查的數據，當地共有人口346人，而人口密度為每平方千米3.13人。